# Allons (Alpi dell'Alta Provenza)
Allons (Alonh in occitano) è un comune francese di 134 abitanti situato nel dipartimento delle Alpi dell'Alta Provenza della regione della Provenza-Alpi-Costa Azzurra.

## Società

### Evoluzione demografica
Abitanti censiti

## Economia
I soli impieghi nel comune sono tre agricoltori e due imprese di edilizia, più un campeggio su una riva del Verdon e un bar che aprono nel periodo estivo. Gran parte della popolazione attiva lavora in altri comuni fra cui alcuni a Digne-les-Bains.
Vi sono inoltre quattro allevatori di ovini, un'impresa di edilizia e una di riparazioni auto.